# Torteval-Quesnay
Torteval-Quesnay ist eine Ortschaft und eine ehemalige französische Gemeinde mit 338 Einwohnern (Stand: 1. Januar 2022) im Département Calvados in der Region Normandie. Sie gehörte zum Arrondissement Vire.
Mit Wirkung vom 1. Januar 2017 wurden die früheren Gemeinden Anctoville, Longraye, Saint-Germain-d’Ectot und Torteval-Quesnay zu einer Commune nouvelle mit dem Namen Aurseulles zusammengelegt und haben in der neuen Gemeinde den Status einer Commune déléguée. Der Verwaltungssitz befindet sich im Ort Anctoville. Außerdem wurde auch den im Jahre 1973 mit Anctoville als Commune associée verbundenen früheren Gemeinden Feuguerolles-sur-Seulles, Orbois und Sermentot der Status einer Commune déléguée in der neuen Gemeinde zuerkannt.

## Nachbarorte
Nachbarorte sind Saint-Paul-du-Vernay im Nordwesten, Trungy im Norden, Longraye im Nordosten und Osten, Hottot-les-Bagues und Anctoville im Südosten, Saint-Germain-d’Ectot im Süden, Livry im Südwesten und Westen sowie Cahagnolles im Westen.

## Bevölkerungsentwicklung

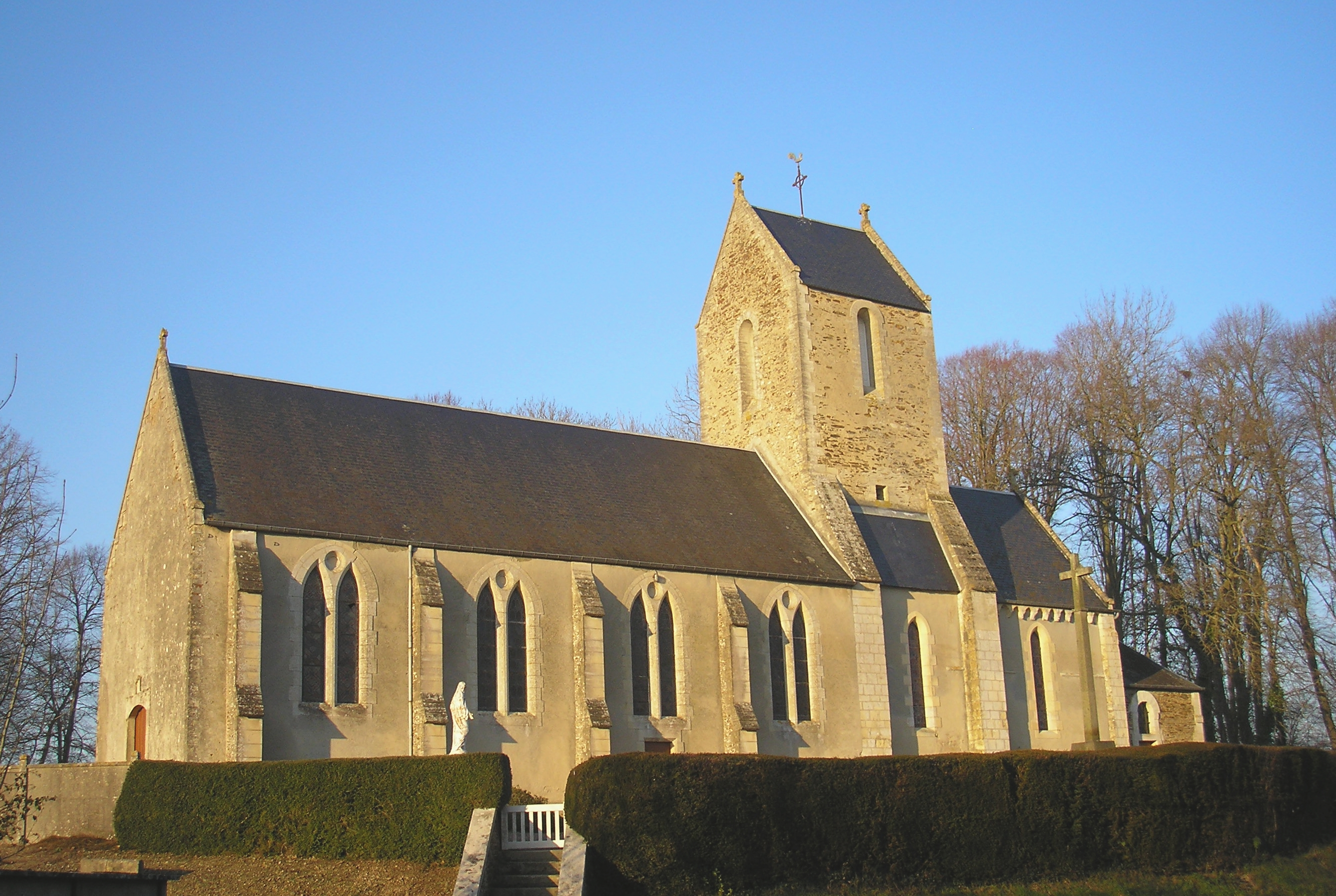
Kirche Notre-Dame

| Jahr      | 1962 | 1968 | 1975 | 1982 | 1990 | 1999 | 2009 | 2016 |
| --------- | ---- | ---- | ---- | ---- | ---- | ---- | ---- | ---- |
| Einwohner | 375  | 366  | 304  | 383  | 333  | 359  | 347  | 321  |